# Prairie Creek Fish Hatchery
La Prairie Creek Fish Hatchery est une écloserie du comté de Humboldt, en Californie, dans l'ouest des États-Unis. Inscrite au Registre national des lieux historiques depuis le 4 février 2000, elle est située à proximité immédiate des limites légales du parc national de Redwood mais se trouve bien, cependant, à l'extérieur de celles-ci.